# Isochlora xanthisma
Isochlora xanthisma là một loài bướm đêm trong họ Noctuidae.